# ساتوشي إيوابوتشي
ساتوشي إيوابوتشي (باليابانية: 岩渕聡؛ بالكانا: いわぶち さとし) هو لاعب كرة مضرب ياباني، ولد في 7 أكتوبر 1975 في كاناغاوا في اليابان.

## وصلات خارجية
- ساتوشي إيوابوتشي على موقع رابطة محترفي التنس (الإنجليزية)
- ساتوشي إيوابوتشي على موقع الاتحاد الدولي لكرة المضرب (الإنجليزية)
- ساتوشي إيوابوتشي على موقع كأس ديفيز (الإنجليزية)
- ساتوشي إيوابوتشي على موقع خلاصة التنس.كوم (الإنجليزية)
- ساتوشي إيوابوتشي على موقع إي إس بي إن.كوم (الإنجليزية)
- ساتوشي إيوابوتشي على موقع اللجنة الأولمبية الدولية (الإنجليزية)
- ساتوشي إيوابوتشي على موقع أوليمبيديا (الإنجليزية)